# Fulvia Franco
Fulvia Franco (* 21. Mai 1931 in Triest; † 15. Mai 1988 in Rom) war eine italienische Schauspielerin.

## Leben
Erste Bekanntheit erreichte Franco durch ihren Sieg bei den Miss-Italien-Wahlen 1948. Damit verbunden war eine Rolle in der Komödie Totò al Giro d’Italia. In den nächsten Jahrzehnten spielte sie in mehreren Dutzend italienischen Filmen mit, meist als hübsches Beiwerk oder Femme fatale in Komödien, Abenteuerfilmen und Western. 1971 wandte sie sich dem Fernsehen zu und spielte in einigen Seifenopern bis zu ihrem Tod mit knapp 57 Jahren.
1950 bis 1954 war sie mit dem Boxer und Schauspieler Tiberio Mitri verheiratet, mit dem sie auch in einigen Fotoromanzi auftrat.

## Filmografie (Auswahl)
- 1948: Totò al Giro d’Italia
- 1952: Romanze meiner Sehnsucht (Il romanzo della mia vita)
- 1955: Casanova – Seine Liebe uns Abenteuern(Le avventure di Giacomo Casanova)
- 1955: Unterm Leuchtturm der Liebe (La rossa)
- 1956: Die Kavaliere vom schwarzen Schwert (Il cavaliere della spada nera)
- 1957: Mein Allerwertester (Totò, Vittorio e la dottoressa)
- 1958: Sturm im Osten (La tempesta)
- 1959: Herkules und die Königin der Amazonen (Ercole e la regina di Lidia)
- 1959: Der schwarze Bogenschütze (L'arciere nero)
- 1962: Erotica (L’amore difficile)
- 1963: Herkules, Samson und Odysseus (Ercole sfida Sansone)
- 1964: Ehen zu dritt (Alta infedeltà)
- 1964: Die Goldsucher von Arkansas
- 1965: Eine Bahre für den Sheriff (Una bara per lo sceriffo)
- 1965: Die richtige Frau im falschen Bett (Letti sbagliati)
- 1966: Die unglaublichen Abenteuer des hochwohllöblichen Ritters Branca Leone (L'armata Brancaleone)
- 1966: I due figli di Ringo
- 1966: Tennisschläger und Kanonen (I Spy) (Fernsehserie, Folge Der Daddy aus Amerika)
- 1967: Desperado – Der geheimnisvolle Rächer (Il magnifico texano)
- 1971: Tara Pokì